# Henrietta Knight
Œuvres principales
Letters to William Shenstone (1775)
Henrietta Knight, baronne Luxborough, née St John le 15 juillet 1699 et décédé le 26 mars 1756, est une poète et écrivaine anglaise, dont on se souvient principalement comme jardinière. Elle épousa le politicien en vogue Robert Knight (en) en 1727, mais il la bannit dans son domaine de Barrells Hall (en) en 1736 en guise de punition pour adultère. La correspondance d'Horace Walpole suggère qu'elle a été prise par son mari en flagrant délit avec son médecin, tandis que d'autres sources ajoutent un autre amant sous la forme d'un jeune clerc nommé John Dalton (1709-1763).
Comme Henrietta, Lady Luxborough (à partir de 1745) fut l'une des premières à établir une ferme ornée (en) et est créditée par l'OED d'au moins la première utilisation enregistrée, sinon l'invention, du mot « arbuste ». Elle était un membre éminent de la Warwickshire Coterie (en), un groupe d'amis poètes comprenant le jardinier et poète William Shenstone, qui avait développé sa propre ferme ornée à The Leasowes à Halesowen, Shropshire. Elle est restée mariée à son mari, mais est décédée avant ses élévations finales dans la pairie à une vicomté puis à 1er comte de Catherlough.

## Origine

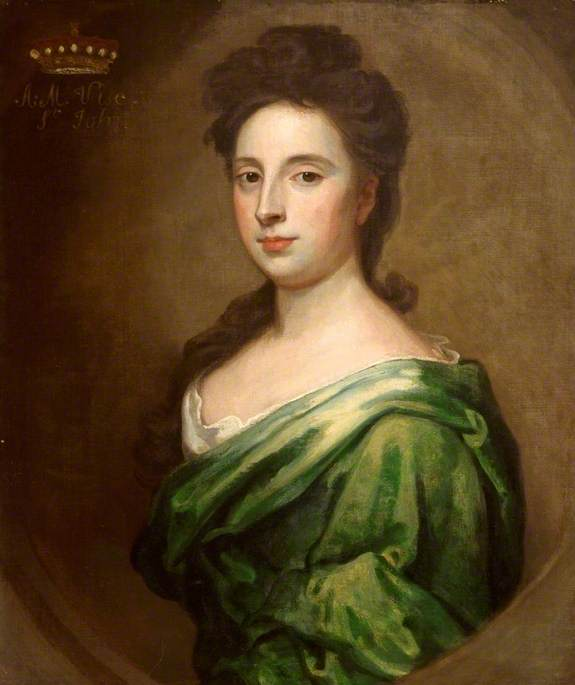
Sa mère, née Angelica Pelissary ou Pillesary

Elle était la fille unique d' Henri, vicomte Saint-Jean, par sa seconde épouse, Angélique Magdalena, fille de Georges Pillesary, trésorier général des marines, et surintendant des navires et galères de France sous Louis XIV . Henry St John, 1er vicomte Bolingbroke, était son demi-frère.

## Mariage
Le 20 juin 1727, Henrietta St John épousa Robert Knight of Barrells Hall, Warwickshire, qui devint Lord Luxborough en 1745. Le mariage a pris du plomb dans l'aile quand son mari l'a soupçonnée d'une liaison avec son médecin, Charles Peters. Horace Walpole la décrit comme portant un portrait de son mari dans ses cheveux. Un autre soupçon a causé la rupture du mariage. John Dalton était un précepteur dans la maison des Hertford, où Frances Seymour, comtesse de Hertford, était l'amie d'Henrietta. Knight a trouvé des lettres d'amour d'Henrietta à Dalton, l'a accusée d'être tombée enceinte de lui et a organisé une séparation en 1736. Dalton avait été employé comme  précepteur des enfants de l'amie proche d'Henrietta, Frances Thynne (1699-1754), connue jusqu'en 1748 sous le nom de Lady Hertford, épouse d'Algernon Seymour, 7e duc de Somerset. Dalton est devenu prébendier de la cathédrale de Worcester et recteur de l' église St Mary-at-Hill, à Londres, comme le révèle sa grande dalle funéraire dans la crypte de la cathédrale. Il est également connu pour ses œuvres poétiques.

## Fin de vie et mort
Henrietta Knight est allée vivre sur le domaine de son mari à Barrells Hall, qu'elle avait aménagé dans le style émergent du jardinage paysager anglais . Ici, elle était à portée de main de son ami et correspondant William Shenstone, qu'elle visitait fréquemment à The Leasowes, et avec qui elle entretenait une correspondance régulière. Shenstone a célébré leur Arcadie quelque peu artificielle dans son ode à l'élégance rurale, adressée à la duchesse de Somerset (1750). Un autre ami était le poète William Somervil.
Le mot arbuste est enregistré pour la première fois par l' OED dans une lettre qu'elle a envoyée en 1748 à Shenstone : « La nature a été si remarquablement gentille cet automne dernier pour orner mon arbuste des fleurs qui soufflent habituellement à la Pentecôte ».
Décédée vers la fin mars 1756, Henrietta Knight et inhumée en l'église de Wootton Wawen ; ses restes ont ensuite été transférés dans un mausolée près de Barrells Halls. Elle était supposée partager l'athéisme de son demi-frère, mais a pris la Sainte-Cène sur son lit de mort.

## Œuvres
Les lettres de Lady Luxborough à William Shenstone, Esq. ont été publiés par Robert Dodsley, Londres, 1775. Quatre poèmes, imprimés comme « par une dame de qualité » dans la collection de poèmes de Dodsley par plusieurs mains (1775), iv. 313, lui sont attribuées par Horace Walpole . Les poèmes traitent du temps ou de la nature, et en particulier, l'esprit du jardinage paysager anglais s'exprime dans .
« TIS Nature here bids pleasing scenes arise, And wisely gives them Cynthio, to revise: To veil each blemish; brighten every grace; Yet still preserve the lovely Parent's face. How well the bard obeys, each valley tells; These lucid streams, gay meads, and lonely cells; Where modest art in silence lurks conceal'd: While Nature shines, so gracefully reveal'd, That she triumphant claims the total plan; And, with fresh pride, adopts the work of man. »
— Lady Luxborough's, Ferme Ornee near Birmingham;

« Cette Nature propose ici des scènes agréables,  Et leur donne sagement Cynthio, pour réviser : Pour voiler chaque défaut ; éclaire toute grâce; Pourtant, préservez toujours le beau visage de Parent. Comme le barde obéit, chaque vallée le dit ; Ces ruisseaux lucides, ces hydromels gais et ces cellules solitaires ; Où se cache l'art modeste en silence : Tandis que la nature brille si gracieusement révélée, Qu'elle triomphante revendique le plan total ; Et, avec une nouvelle fierté, adopte le travail de l'homme »
— Ferme Ornee near Birmingham;
D'autres correspondances sont parues dans les Select Letters de Thomas Hull Entre feu la duchesse de Somerset, Lady Luxborough… et d'autres, Londres, 1778, 2 vol.

## Famille
De lord Luxborough, elle eut un fils, Henry, qui épousa, le 21 juin 1750, une fille de Thomas Heath de Stanstead, Essex, et mourut sans descendance du vivant de son père. Il y avait aussi deux filles, dont l'une épousa un comte français. L'autre, Henrietta, épousa Charles Wmondesold de Lockinge, Berkshire . S'enfuyant en 1753 avec Josiah Child, fils de Richard Child (1er comte Tylney), elle divorça et épousa son amant le 7 mai 1754.